# Secondo trattato della Barriera
Il secondo trattato della Barriera, venne sottoscritto il 29 gennaio 1713 dalla Gran Bretagna e dagli Stati Generali delle Province Unite:
- le piazzeforti garantite alle Province Unite venivano ridotte a Veurne, Ypres, Menen, Mons, Tournai, Charleroi, e la cittadella di Gand (venivano, quindi, escluse Nieuwpoort, Lilla, Condé, Valenciennes, Maubeuge, Namur, Halle, Damme, Dendermonde), oltre al forte di Knokke e dei forti nei dintorni di Bruges.  Inoltre il Fort St Donat veniva unito alle fortificazioni di Sluis e ceduto in proprietà alle Province Unite;
- Londra si impegnava ad ottenere tali diritti di guarnigione dai futuri signori dei Paesi Bassi Spagnoli.

I termini di tale trattato vennero recepiti dal trattato di Utrecht (e dalla sua appendice, il trattato di Rastatt), il quale, cedendo all'imperatore Carlo VI i Paesi Bassi cattolici, attribuiva a Province Unite e Gran Bretagna il diritto espresso di intervenire per evitare, in futuro, che tali province cadessero in mano francese.  Per ciò stesso, spesso il Trattato delle Barriere venne invocato da Londra come giustificazione al proprio coinvolgimento nelle faccende belghe.